# Юрін Олексій Євгенович
Ю́рін Олексій Євгенович (*14 квітня 1982, місто Черкаси) — український поет, драматург, перекладач, педагог, теле і радіоведучий.

## Життя
Народився 14 квітня 1982 року у місті Черкаси. Навчався у фізико-математичному ліцеї при черкаській школі № 17, потім — у Черкаському національному університеті імені Б. Хмельницького на факультеті романо-германської філології. З 2004 року на педагогічній роботі. Також працював у Корпусі миру при посольстві США в Україні. Був ведучим програми «Дійові особи» на обласному телеканалі «ВІККА». На Українське радіо Черкаси вів авторську програму «Арт-студія». Наразі працює на UA: Черкаси.

## Творчість
Перші поетичні спроби були зроблені у віці 7 років. У шкільні роки на уроках літератури писав твори у віршованій формі. Під час навчання в університеті створив кілька п'єс, які були поставлені на університетській сцені. У виставах сам виконував головні ролі.
На початку 2008 року серйозно захопився поезією і вже за півроку став співавтором збірки віршів «На себе». У листопаді 2008 року став лауреатом всеукраїнського конкурсу «Слава Нації», 2010 року  — переможцем черкаського обласного конкурсу «Поетичний слем», 2014 та 2015 років  — дипломантом Міжнародної слов'янської поетичної премії, у 2015 — переможцем обласного конкурсу «Мистецтво у віршах» у номінації «Читання авторської поезії». Пише українською та англійською мовами, перекладає з французької, англійської, італійської та німецької мов. Твори Олексія Юріна перекладені болгарською та англійською. У листопаді 2011 року побачила світ збірка віршів «Парампара».
Брав участь у багатьох національних мистецьких фестивалях: «Країна мрій», Book Forum Lviv, «Трипільське коло", Фестиваль нескореної нації «Холодний Яр», «Литаври», «Віршень», «Крутий заміс», «Трипільські зорі». У вересні 2012 року організував у Черкасах «Мистецький марафон», в межах якого кожного щотижня відбувалися зустрічі з митцями, потім  — мистецький клуб АРТКОМ.
У квітні 2013 року вийшла третя книга поезій автора «Чи всі жінки однакові?», у березні 2015 року — збірка «Агія», на основі якої була створена одноіменна музично-поетична вистава за участю акторів черкаського театру. У 2017 вийшла збірка «Де живуть музи?» у співавторстві з поетесою з Івано-Франківська Ліною Петляк. Презентація відбулася у Черкаському палаці одружень.
Вірші Юріна звучали у виставах Черкаського музично-драматичного театру. Виконував роль Івана Котляревського у виставі «Тиша і грім Василя Симоненка». Разом з акторами театру поставив музично-поетичну виставу «Фреш з маракуї» на власну поезію.
У 2016 р. створив моновиставу «Усе живе має право на життя» на основі власної біографії та поезії. У цьому ж році написав для Черкаського театру лібрето до мюзіклу «Танго Марії» за мотивами твору Астора П'яццоли та Орасіо Феррера. Прем'єра вистави відбулася 23 червня того ж року у Черкаський обласній філармонії. Переклав лібрето до опери «Кармен» українською мовою. Прем'єра за участю артистів Національної опери та обласного черкаського симфонічного оркестру відбулася також у Черкаській обласній філармонії. Співпрацював з Черкаським театром ляльок. Виконував головну роль у виставі театру «Салю, жалюзі або привіт, ревнощі» за поезію О. Юріна.
Містерія «Tangus dei» («Божественне Танго»), лібрето до якої написав О.Юрін, була поставлена на сцені Національної філармонії України.
У 2019 р. вийшла поетична збірка «Амброзія».
У жовтні 2024  р. презентував поетичну збірку "Дар".

## Просто будь

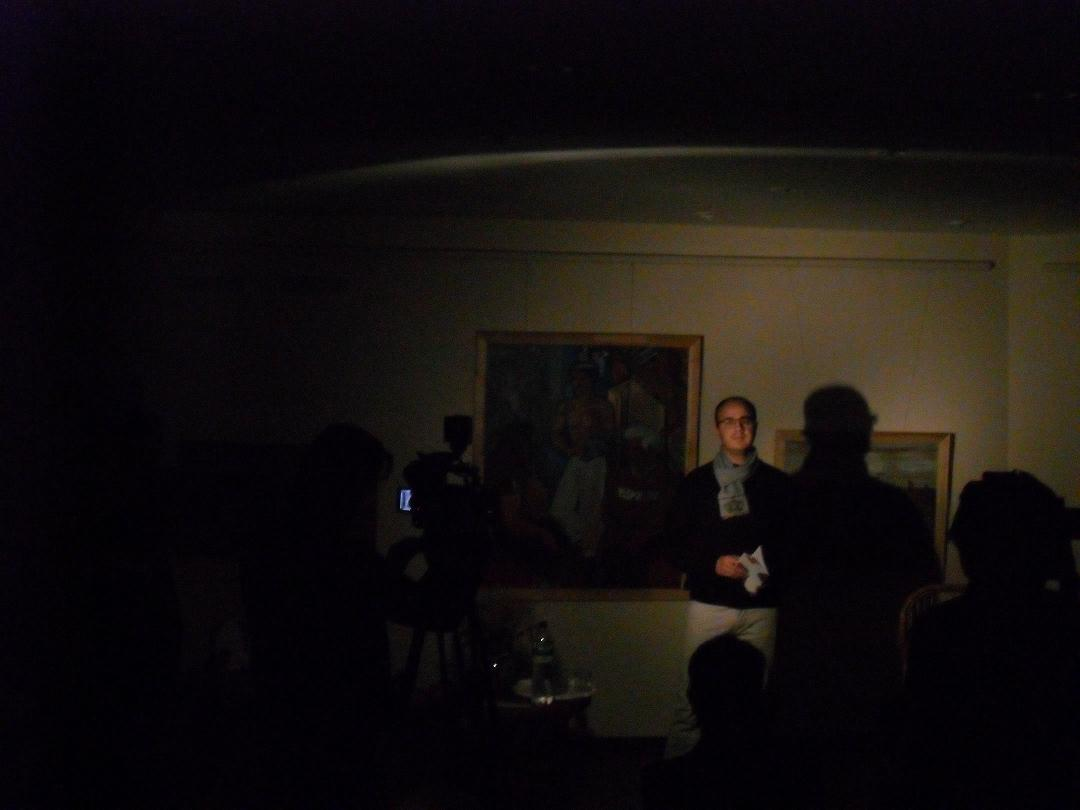
Юрін читає вірша на презентації збірки «Парампара» у Музеї «Кобзаря»

Юрін читає вірша на презентації збірки «Парампара» у бібліотеці ім. В.Симоненка

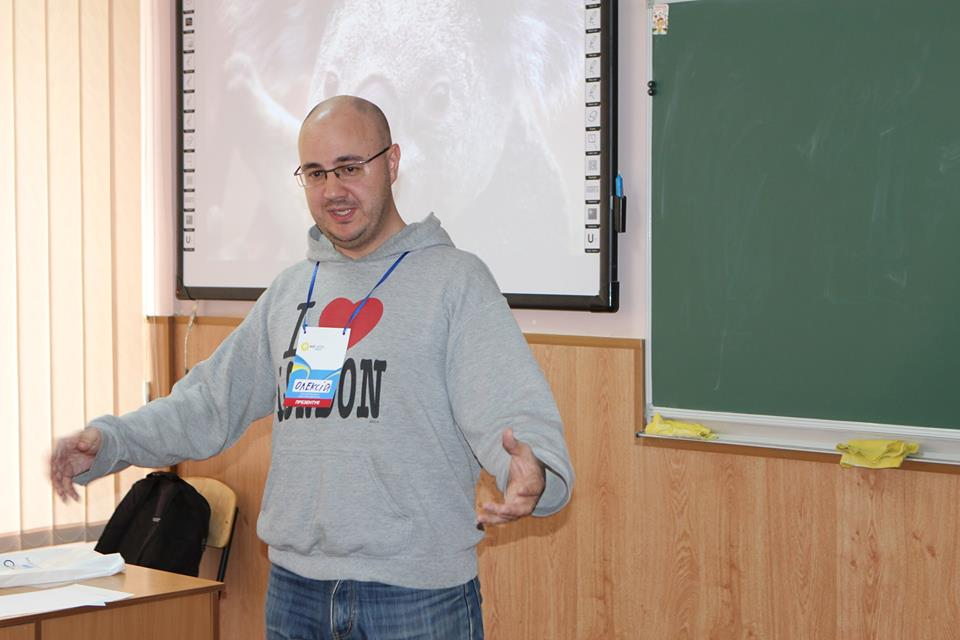
Юрін на (не)Конференції EdCampCherkasy (30.03.2016)

Будь моєю наснагою

Приспаною і спраглою

Вічною і раптовою

Тишею і промовою

Буддою або Крішною

Будь моєю колишньою

Будь моєю майбутньою

В березні та у грудні

Рідною і забутою

Силою та отрутою

Пристрасною коханкою

Будь моєю коханою

Просто будь…

## Цікаві факти
- 2006 року україномовний варіант пісні на слова Юріна «Човник» у виконанні юної черкаської співачки Марії Яременко став фіналістом українського відбору дитячого євробачення.
- Валерій Заїка виконує пісні на україномовні та англомовні вірші Юріна.
- Пісні на вірші поета виконують рок-групи «Печворк», «Ефект метелика», L.A. та «Наомі»
- Пісні на вірші Олексія Юріна виконують київські музиканти Ігор Двигало та Дмитро Гуцало.
- Олексій Юрін — автор першого українського перекладу пісні «О sole mio». Виконав пісню оперний співак Юрій Годо.
- Олексій Юрін був учасником проєкту Flatcher+Yurin разом з однойменним рок-гуртом з Черкас. Під час виступів читав вірші та грав на перкусійних інструментах.